# フリーデリーケ (小惑星)
フリーデリーケ (538 Friederike) は、小惑星帯に位置する小惑星である。B型小惑星であり、ヒギエア族に分類される。
パウル・ゲッツがハイデルベルクで発見し、彼の友人にちなんで命名された。